# Râul Țichindeal
Râul Țichindeal este un curs de apă, afluent al râului Hârtibaciu. 